# Kungamiddagen
"Kungamiddagen" (även kallad "Pizzabuffén" eller "Drottningbilden") är ett fotomontage av Elisabeth Ohlson Wallin som ingår som nummer fyra i en utställning med tio satirbilder.

## Fotomontaget och dess delar
Fotomontaget föreställer Carl XVI Gustaf och hans vänner kring en naken kvinnokropp (Camilla Henemark) täckt med pizza samt drottningen som skrubbar ett hakkors under mattan.
Bilden på Camilla Henemark med 13 homosexuella män i kostym omkring henne togs för Utbildningsdepartementet 1999.
Bilden på kungen togs 1993 eller 1994.
Ohlson Wallin hade bilden klar i över ett år innan hon till slut bestämde sig för att släppa den. Fotomontaget publicerades i tidskriften Tiden i oktober 2012.

## Mottagande
I januari 2013 meddelade bildbyrån Scanpix att Ohlson Wallin inte fick använda deras bilder i sina kollage eftersom byråns fotografer ansåg att det skulle kunna skada deras trovärdighet om deras bilder används i Wallins satirer.

### Anmälan till Pressombudsmannen
Drottning Silvia gjorde först en anmälan av flera tidningar till Pressombudsmannen, men denne avskrev anmälan. I februari 2013 överklagade drottningen beslutet till Pressens Opinionsnämnd och angav i anmälan att nazistkopplingen i bilden var helt felaktig, att publiceringen var "djupt kränkande" och hade orsakat "en synnerligen allvarlig och oförsvarlig publiceringsskada". Överklagandet var unikt i sitt slag. Även denna gång friades tidningarna för publiceringen av montaget, men Aftonbladet fälldes för att ha publicerat nyheten om drottningens överklagande innan beslut var fattat i ärendet.